# St. Georg (Steinhorst)

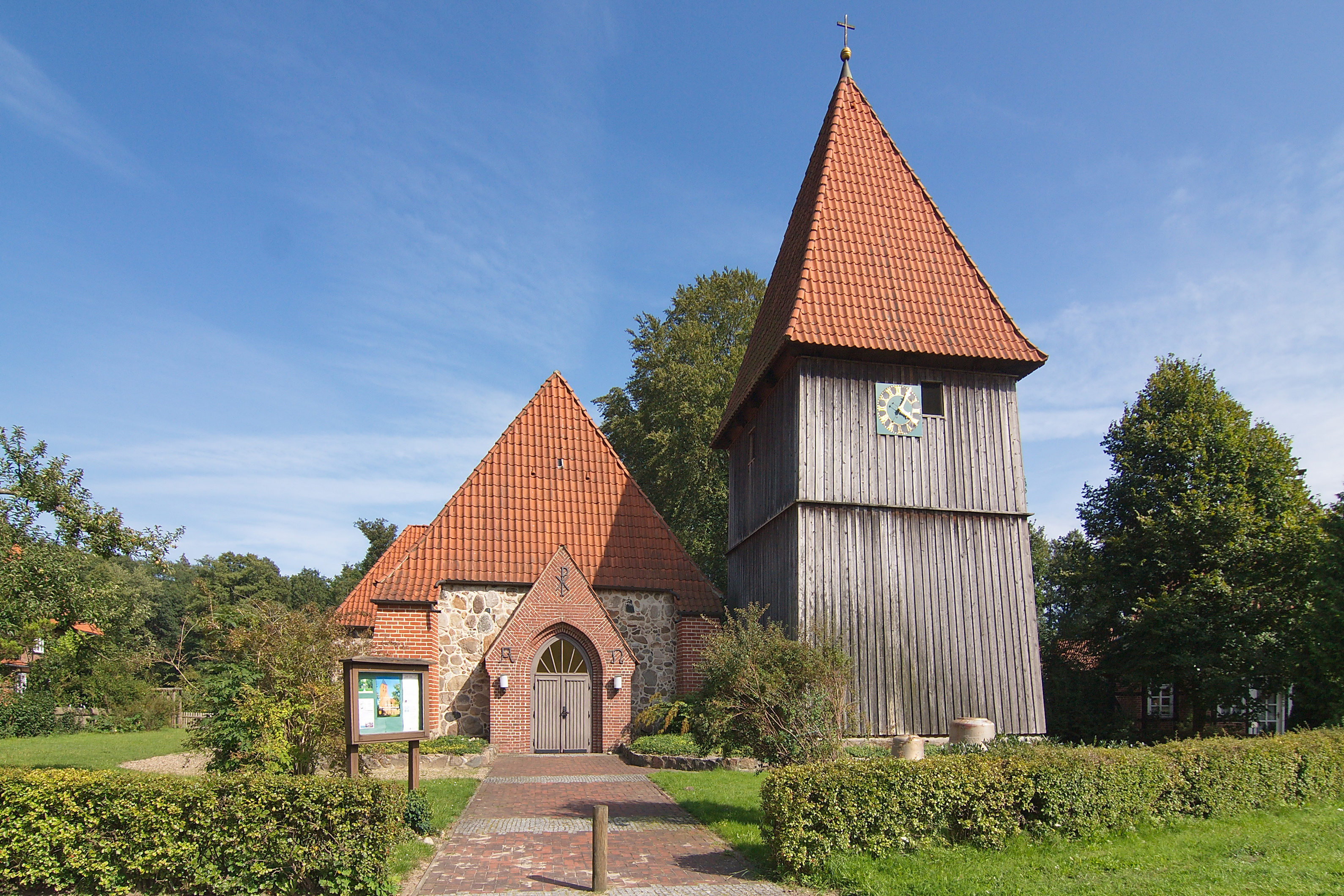
Steinhorst, St. Georg

Die evangelisch-lutherische denkmalgeschützte Kirche St. Georg steht in Steinhorst, einer Gemeinde im Landkreis Gifhorn in Niedersachsen. Die Kirchengemeinde gehört zum Kirchenkreis Wolfsburg-Wittingen im Sprengel Lüneburg der Evangelisch-lutherischen Landeskirche Hannovers.

## Beschreibung
Schon vor 1244 wurde eine Wehrkirche erbaut. 1244 verunglückte Jürgen von Campe, der einzige Sohn von Balduin von Campe, auch genannt von Blankenburg, bei einer Jagd tödlich. Daraufhin ließ Balduin von Campe die Kirche St. Georg errichten.
Im 17. Jahrhundert wurde die Feldsteinkirche mit Backsteinen verbreitert, außerdem erhielt sie einen dreiseitig abgeschlossenen Chor. Das Portal befindet sich in einem Anbau im Westen des Kirchenschiffs. Die spitzbogigen Fenster im Kirchenschiff wurden mit Backsteinen eingefasst. In dieser Zeit wurde auch neben der Südwestecke der Kirche der freistehende hölzerne Glockenturm errichtet, in dem sich neben den Kirchenglocken auch die Turmuhr befindet. In den 1930er Jahren wurde an das Kirchenschiff nach Norden die Sakristei angebaut. Die L-förmigen Emporen stehen auf verzierten hölzernen Stützen.
Zur Kirchenausstattung gehört ein Schrein von 1850 mit Resten eines Altarretabels aus der zweiten Hälfte des 15. Jahrhunderts. Ein Relief stellt einen Gnadenstuhl, die vier Evangelisten und ein Kruzifix dar. Vom selben Altar stehen ein Marienbildnis und weitere weibliche Heilige in Einzelaufstellung. Die hölzerne Statuette vom Schutzpatron der Kirche, dem heiligen Georg, ist vom Anfang des 16. Jahrhunderts.
Hinter dem Orgelprospekt von 1879 steht heute eine Orgel mit acht Registern, einem Manual und einem Pedal, die von Schmidt & Thiemann 1974 gebaut und 2005 von Jörg Bente restauriert wurde.